# Coppa del Mondo di slittino su pista naturale 2009
La Coppa del Mondo di slittino su pista naturale 2008-09, diciassettesima edizione della manifestazione organizzata dalla Federazione Internazionale Slittino, ebbe inizio il 9 gennaio 2009 a Sankt Sebastian, in Austria e si concluse il 27 febbraio 2009 a Novoural'sk, in Russia. Furono disputate diciotto gare, sei nel singolo uomini, nel singolo donne e nel doppio in cinque differenti località. Nella classifica finale dell'anno venivano scartati uno tra i peggiori punteggi ottenuti.

## Risultati
| Data                | Località        | Nazione  | Specialità       | Primi classificati                                    | Secondi classificati                    | Terzi classificati                          |
| ------------------- | --------------- | -------- | ---------------- | ----------------------------------------------------- | --------------------------------------- | ------------------------------------------- |
| 9/11 gennaio 2009   | Sankt Sebastian | Austria  | Donne – Singolo  | Renate Gietl Italia                                   | Ekaterina Lavrent'eva Russia            | Melanie Batkowski Austria                   |
| 9/11 gennaio 2009   | Sankt Sebastian | Austria  | Uomini – Singolo | Gerald Kammerlander Austria e Michael Scheikl Austria |                                         | Thomas Schopf Austria                       |
| 9/11 gennaio 2009   | Sankt Sebastian | Austria  | Doppio           | Pavel Poršnev Ivan Lazarev Russia                     | Patrick Pigneter Florian Clara Italia   | Andrzej Laszczak Damian Waniczek Polonia    |
| 16/18 gennaio 2009  | Umhausen        | Austria  | Donne – Singolo  | Renate Gietl Italia                                   | Ekaterina Lavrent'eva Russia            | Melanie Batkowski Austria                   |
| 16/18 gennaio 2009  | Umhausen        | Austria  | Uomini – Singolo | Gerald Kammerlander Austria                           | Patrick Pigneter Italia                 | Robert Batkowski Austria                    |
| 16/18 gennaio 2009  | Umhausen        | Austria  | Doppio           | Pavel Poršnev Ivan Lazarev Russia                     | Patrick Pigneter Florian Clara Italia   | Andrzej Laszczak Damian Waniczek Polonia    |
| 23/25 gennaio 2009  | Unterammergau   | Germania | Donne – Singolo  | Renate Gietl Italia                                   | Melanie Batkowski Austria               | Ekaterina Lavrent'eva Russia                |
| 23/25 gennaio 2009  | Unterammergau   | Germania | Uomini – Singolo | Patrick Pigneter Italia                               | Gernot Schwab Austria                   | Thomas Schopf Austria                       |
| 23/25 gennaio 2009  | Unterammergau   | Germania | Doppio           | Patrick Pigneter Florian Clara Italia                 | Christian Schopf Andreas Schopf Austria | Christian Schatz Gerhard Mühlbacher Austria |
| 30/31 gennaio 2009  | Nova Ponente    | Italia   | Donne – Singolo  | Ekaterina Lavrent'eva Russia                          | Evelin Lanthaler Italia                 | Renate Gietl Italia                         |
| 30/31 gennaio 2009  | Nova Ponente    | Italia   | Uomini – Singolo | Patrick Pigneter Italia                               | Thomas Schopf Austria                   | Hannes Clara Italia                         |
| 30/31 gennaio 2009  | Nova Ponente    | Italia   | Doppio           | Patrick Pigneter Florian Clara Italia                 | Pavel Poršnev Ivan Lazarev Russia       | Christian Schopf Andreas Schopf Austria     |
| 24/25 febbraio 2009 | Novoural'sk     | Russia   | Donne – Singolo  | Ekaterina Lavrent'eva Russia                          | Melanie Batkowski Austria               | Renate Gietl Italia                         |
| 24/25 febbraio 2009 | Novoural'sk     | Russia   | Uomini – Singolo | Patrick Pigneter Italia                               | Thomas Schopf Austria                   | Gernot Schwab Austria                       |
| 24/25 febbraio 2009 | Novoural'sk     | Russia   | Doppio           | Patrick Pigneter Florian Clara Italia                 | Pavel Poršnev Ivan Lazarev Russia       | Christian Schopf Andreas Schopf Austria     |
| 26/27 febbraio 2009 | Novoural'sk     | Russia   | Donne – Singolo  | Melanie Batkowski Austria                             | Ekaterina Lavrent'eva Russia            | Renate Gietl Italia                         |
| 26/27 febbraio 2009 | Novoural'sk     | Russia   | Uomini – Singolo | Patrick Pigneter Italia                               | Thomas Schopf Austria                   | Gernot Schwab Austria                       |
| 26/27 febbraio 2009 | Novoural'sk     | Russia   | Doppio           | Patrick Pigneter Florian Clara Italia                 | Pavel Poršnev Ivan Lazarev Russia       | Christian Schopf Andreas Schopf Austria     |

## Classifiche

### Singolo uomini
| Pos. | Nome                | Nazione | STS | UMH | UNT | NOP | NOV | NOV | Totale |
| ---- | ------------------- | ------- | --- | --- | --- | --- | --- | --- | ------ |
| 1    | Patrick Pigneter    | Italia  | 7   | 2   | 1   | 1   | 1   | 1   | 485    |
| 2    | Thomas Schopf       | Austria | 3   | 7   | 3   | 2   | 2   | 2   | 395    |
| 3    | Gernot Schwab       | Austria | 4   | 9   | 2   | 10  | 3   | 3   | 324    |
| 4    | Michael Scheikl     | Austria | 1   | 11  | 7   | 8   | 4   | 5   | 303    |
| 5    | Gerald Kammerlander | Austria | 1   | 1   | 12  | 13  | 13  | 11  | 296    |
| 6    | Hannes Clara        | Italia  | 8   | 4   | 9   | 3   | 5   | 6   | 277    |
| 7    | Robert Batkowski    | Austria | 5   | 3   | 4   | 9   | 10  | 12  | 260    |
| 8    | Anton Blasbichler   | Italia  | 9   | 6   | 6   | 4   | 7   | 7   | 252    |
| 9    | Rudi Resch          | Italia  | -   | 10  | 11  | 5   | 6   | 4   | 235    |
| 10   | Stefan Gruber       | Italia  | 12  | 14  | 8   | 7   | 8   | 9   | 201    |

### Singolo donne
| Pos. | Nome                  | Nazione  | STS | UMH | UNT | NOP | NOV | NOV | Totale |
| ---- | --------------------- | -------- | --- | --- | --- | --- | --- | --- | ------ |
| 1    | Ekaterina Lavrent'eva | Russia   | 2   | 2   | 3   | 1   | 1   | 2   | 455    |
| 2    | Renate Gietl          | Italia   | 1   | 1   | 1   | 3   | 3   | 3   | 440    |
| 3    | Melanie Batkowski     | Austria  | 3   | 3   | 2   | 4   | 2   | 1   | 410    |
| 4    | Evelin Lanthaler      | Italia   | 5   | 5   | 5   | 2   | 6   | 7   | 300    |
| 5    | Renate Kasslatter     | Italia   | 7   | 4   | 4   | 5   | 5   | 5   | 285    |
| 6    | Julija Vetlova        | Russia   | 6   | 7   | 6   | 7   | 4   | 4   | 266    |
| 7    | Marlies Wagner        | Austria  | 4   | 6   | 7   | 10  | 7   | 6   | 252    |
| 8    | Tina Unterberger      | Austria  | 14  | 9   | 8   | 9   | 8   | 10  | 198    |
| 9    | Tamara Schwarz        | Italia   | 8   | 8   | 9   | 6   | -   | -   | 173    |
| 10   | Nina Bucinel          | Slovenia | 10  | 14  | -   | 14  | 10  | 9   | 167    |

### Doppio
| Pos. | Nome                                       | Nazione | STS | UMH | UNT | NOP | NOV | NOV | Totale |
| ---- | ------------------------------------------ | ------- | --- | --- | --- | --- | --- | --- | ------ |
| 1    | Patrick Pigneter Florian Clara             | Italia  | 2   | 2   | 1   | 1   | 1   | 1   | 485    |
| 2    | Pavel Poršnev Ivan Lazarev                 | Russia  | 1   | 1   | 4   | 2   | 2   | 2   | 455    |
| 3    | Christian Schopf Andreas Schopf            | Austria | 4   | 6   | 2   | 3   | 3   | 3   | 355    |
| 4    | Andrzej Laszczak Damian Waniczek           | Polonia | 3   | 3   | 6   | 7   | 4   | 5   | 305    |
| 5    | Thomas Weiss Andreas Leiter                | Italia  | 5   | 4   | 7   | 5   | 6   | 4   | 280    |
| 6    | Christian Schatz Gerhard Mühlbacher        | Austria | 6   | 5   | 3   | 6   | 8   | 8   | 267    |
| 7    | Aleksandr Egorov Pëtr Popov                | Russia  | 7   | 8   | 5   | 4   | 5   | 6   | 266    |
| 8    | Thomas Kammerlander Christoph Regensburger | Austria | 9   | 7   | 8   | -   | 7   | 7   | 219    |
| 9    | Vitaly Sacharov Igor Senyuk                | Ucraina | 11  | 10  | 10  | 11  | 11  | 11  | 174    |
| 10   | Stanislav Kovšik Roman Molvistov           | Russia  | 10  | 9   | 8   | 9   | -   | -   | 156    |

### Coppa nazioni
| Pos. | Nazione              | STS | UMH | UNT | NOP | NOV | NOV | Totale |
| ---- | -------------------- | --- | --- | --- | --- | --- | --- | ------ |
| 1    | Italia               | 708 | 716 | 725 | 796 | 652 | 668 | 4165   |
| 2    | Austria              | 823 | 673 | 733 | 593 | 644 | 656 | 4122   |
| 3    | Russia               | 469 | 428 | 345 | 416 | 510 | 464 | 2642   |
| 4    | Germania             | 96  | 156 | 164 | 149 | 98  | 94  | 757    |
| 5    | Polonia              | 156 | 146 | 110 | 122 | 104 | 93  | 731    |
| 6    | Slovenia             | 71  | 85  | -   | 112 | 105 | 113 | 481    |
| 7    | Canada               | 25  | 44  | 106 | 85  | 96  | 113 | 469    |
| 8    | Ucraina              | 68  | 55  | 61  | 67  | 48  | 50  | 349    |
| 9    | Bosnia ed Erzegovina | 34  | 34  | 32  | 26  | 32  | 30  | 188    |
| 10   | Bulgaria             | 12  | 9   | 24  | 13  | -   | -   | 58     |